# Solos en la madrugada
Solos en la madrugada es una película española de 1978 dirigida por José Luis Garci y protagonizada por José Sacristán, Fiorella Faltoyano, Emma Cohen y María Casanova.

## Argumento
Un locutor de radio (José Sacristán) hace un programa nocturno: "Solos en la madrugada" en el que se dedica a criticar el Antiguo Régimen y los años de Transición. Su vida pasa por un momento de crisis que plasma todas las noches en su programa radiofónico mediante crónicas derrotistas que no son más que un vivo reflejo de la insatisfacción de su propia vida.

## Recepción
José Luis Garci, que tuvo éxito con su película Asignatura pendiente, quiso repetir su fórmula con este filme. Este fue el primer largometraje emitido en la TVG, en julio de 1985.

## Producción y rodaje
Como muchas de las películas de José Luis Garci, Solos en la madrugada está filmada en diversos escenarios de la ciudad de Madrid.

## Reparto
| Actor/Actriz              | Personaje                    |
| ------------------------- | ---------------------------- |
| José Sacristán            | José Miguel García Carande   |
| Fiorella Faltoyano        | Elena Gutiérrez del Castillo |
| Emma Cohen                | Mayte Villalba               |
| María Casanova            | Lola González                |
| Claudio Rodríguez         | Antonio Rebolledo            |
| Germán Cobos              | Ramón Vidal                  |
| José María González Sinde | Pepito                       |
| Eva Garci                 | Alicia                       |
| Alfonso Eduardo           |                              |
| Antonio Alfonso           |                              |
| Miguel Rellán             | Daniel                       |
| Antonio Gonzalo           |                              |
| Bobby Deglané             | Bobby Deglané                |
| José Luis Pecker          | José Luis Pecker             |
| Rafael Taibo              | Voz en la radio              |